# أداد كردي
الأداد الكردي أو الكرلينة الكردية أو الثُغام الكردي أو الأشخيص الكردي (باللاتينية: Carlina kurdica) نوع نباتي ينتمي إلى جنس الأداد من الفصيلة النجمية.

## الموئل والانتشار
موطنه بلاد الشام.